# 宮本岳志
宮本 岳志（みやもと たけし、1959年〈昭和34年〉12月25日 - ）は、日本の政治家。衆議院議員（5期）、参議院議員（1期）を歴任。宮本顕治との血縁関係はない。

## 経歴
和歌山県和歌山市で銀行員の父と会社員の母の間に生まれる。父親の転勤で幼少時に大阪府岸和田市へ移り、1966年に岸和田市立春木小学校へ入学。1972年、岸和田市立春木中学校へ入学。
1975年4月、大阪府立岸和田高等学校に入って間もなく日本民主青年同盟に加盟し、学生運動を開始する。1978年、18歳で日本共産党へ入党した。1年留年して1979年に同校卒業。浪人を経て和歌山大学教育学部に入学（後に除籍）。
1984年、日本民主青年同盟の専従職員になる。日本民主青年同盟中央委員・大阪府委員長等を歴任。1993年から日本共産党中央委員会付属社会科学研究所研究員になる。
1995年の第17回参議院議員通常選挙に、日本共産党の比例代表候補として立候補したが落選。1997年に日本共産党大阪府常任委員になる。
1998年7月の第18回参議院議員通常選挙に大阪府選挙区から立候補して初当選。
再選を目指した2004年の第20回参議院議員通常選挙に大阪府選挙区から立候補したが、落選。
2007年に行われた第21回参議院議員通常選挙に大阪府選挙区から立候補したが、再び落選した。
2009年8月の第45回衆議院議員総選挙に比例近畿ブロック単独で立候補し、当選。
2010年に日本共産党中央委員になる。
2012年12月の第46回衆議院議員総選挙に比例近畿ブロック単独で立候補し、2選。
2014年12月の第47回衆議院議員総選挙に比例近畿ブロック単独で立候補し、3選。
2017年10月の第48回衆議院議員総選挙に比例近畿ブロック単独で立候補し、4選。
2019年4月21日執行の衆議院大阪12区補欠選挙に、無所属で立候補することを表明し、同月9日の告示に伴い立候補を届け出たため、衆議院議員を退職（自動失職）した（4月17日、同党近畿ブロック次点の清水忠史が繰り上げ当選）。
この選挙では共産党と自由党、社民党大阪府連合のみが宮本を推薦した。立憲民主党と国民民主党は自主投票に留め、村上史好・小熊慎司・川内博史らは応援演説を行ったが、枝野幸男・玉木雄一郎両党首は事務所を表敬訪問したのみだった。投開票の結果、日本維新の会から出馬した藤田文武が当選し、宮本は落選した。出口調査では立憲・国民両党の支持層は半数以上が宮本ではなく無所属元職の樽床伸二（両党の前身である民主党→民進党出身）に投票したと回答し、宮本は過去の大阪12区での共産党候補の得票をも下回り、得票率8.9%だったために供託金も没収された。
2019年5月、次期衆院選比例区近畿ブロックの一次公認に加えられ、2020年2月7日には大阪5区から出馬予定であることが発表された。
2021年10月31日の第49回衆議院議員総選挙では、小選挙区では得票率24.1％で落選したものの、比例近畿ブロックでの復活当選を果たした。
2023年7月1日、第50回衆議院議員総選挙の予定候補となることが発表。比例区名簿には登載されず、選挙区の大阪5区からの単独出馬となり、2024年10月27日の投開票では得票率11.2％で落選した。

## 政策・主張

### 憲法
- 憲法改正について、2021年のNHKのアンケートで「反対」と回答[22]。

- 憲法9条への自衛隊の明記について、2021年のNHKのアンケートで「反対」と回答[22]。

- 憲法を改正し緊急事態条項を設けることについて、2021年の毎日新聞社のアンケートで「反対」と回答[23]。

### 外交・安全保障
- 敵基地攻撃能力の保有について、2021年の毎日新聞社のアンケートで「反対」と回答[23]。

- 普天間基地の辺野古移設をめぐる政府と沖縄県の対立をどう考えるかとの問いに対し、2021年の毎日新聞社のアンケートで「政府は埋め立てを即中止すべきだ」と回答[23]。

- 徴用工訴訟などの歴史問題をめぐる日韓の関係悪化についてどう考えるかとの問いに対し、2021年の毎日新聞社のアンケートで「より柔軟な態度で臨む」と回答[23]。

### ジェンダー
- 選択的夫婦別姓制度の導入について、2021年のNHK、毎日新聞社のアンケートで「賛成」と回答[22][23]。ブログにおいて、「選択的夫婦別姓や婚外子の相続分差別撤廃に関する家族法の改正は、1996年に法制審議会の答申が出されながら、いまだに実現していない。『両性の平等』という点での日本の異常な立ち遅れは、国連の各種委員会からも繰り返し指摘されてきた。とくに昨年は国連女性差別撤廃委員会から、家族法改正を最優先課題すべきだとの指摘されている。日本は世界から異常に立ち遅れている」と述べている[24]。
- 同性婚を可能とする法改正について、2021年のNHKのアンケートで「賛成」と回答[22]。「同性婚を制度として認めるべきだと考るか」との同年の毎日新聞社のアンケートに対し「認めるべき」と回答[23]。

- クオータ制の導入について、2021年のNHK、毎日新聞社のアンケートで「賛成」と回答[22][23]。

### その他
- 「原子力発電への依存度について今後どうするべきか」との問題提起に対し、2021年のNHKのアンケートで「ゼロにすべき」と回答[22]。

- 10％の消費税率について、2021年の毎日新聞社のアンケートで「引き下げるべきだ」と回答[23]。

- 森友学園への国有地売却をめぐる公文書改竄問題で、2021年5月6日、国は「赤木ファイル」の存在を初めて認めた[25]。しかし5月13日、菅義偉首相はファイルの存在を踏まえた再調査を行わない考えを報道各社に書面で示した[26]。9月の自民党総裁選挙で総裁に選出された岸田文雄も10月11日、衆議院本会議の代表質問で再調査の実施を否定した[27]。国の対応をどう考えるかとの同年の毎日新聞社のアンケートに対し「さらに調査や説明をすべき」と回答[23]。
- 企業団体献金について、2014年の毎日新聞社のアンケートで「廃止すべき」と回答[28]。

## 人物

### 国会での活動
- 2003年5月の個人情報特別委員会で、「大手金融会社（武富士）」と警察との癒着を示唆する週刊誌の報道を取り上げて政府を追及した[29]。
- 2017年2月8日、豊中市議会議員の木村真が同市の国有地売却額不開示をめぐり大阪地裁へ提訴。翌2月9日、朝日新聞が朝刊一面で記事にし、森友学園問題は一気に火がついた[30]。そして国会で最初に森友問題を取り上げたのは宮本であった。同年2月15日、衆議院財務金融委員会で宮本は、国交省職員から土壌汚染除去費用の総額を聞き出した[31]。

### その他
- 趣味はギター・落語鑑賞など[3]。
- 1989年7月に北朝鮮で開催された、第13回世界青年学生祭典に日本代表団の一員として参加。
- 民青同盟が主催していた「青年文化コンクール」に、文芸評論の分野で入選したことがあり（1994年）、それをきっかけに日本民主主義文学会に入会している。
- ラグビーの経験があり、参議院議員時代には議員連盟のラグビーチームに参加していた[3]。
- 2003年、静岡空港建設反対の国会議員署名活動で署名者に加わっている[32]。

## 参加議員連盟
- ダンス文化推進議員連盟
- 文化芸術推進議員連盟
- 日朝友好議員連盟
- 日韓議員連盟
- 原発ゼロの会

## 著書
- 共著『聞きたい知りたい性的マイノリティ つながりあえる社会のために』（日本機関紙出版センター、2008年）ISBN 9784889008517
- 講座「青年」第2巻、清風堂書店
- 宮本たけしのとっておき対談集、大阪民主新報

## 選挙歴
| 当落 | 選挙                     | 執行日         | 年齢 | 選挙区           | 政党       | 得票数     | 得票率 | 定数 | 得票順位 /候補者数 | 政党内比例順位 /政党当選者数 |
| ---- | ------------------------ | -------------- | ---- | ---------------- | ---------- | ---------- | ------ | ---- | ------------------ | ---------------------------- |
| 落   | 第17回参議院議員通常選挙 | 1995年07月23日 | 35   | 参議院比例区     | 日本共産党 | ーー票     | ーー   | 50   | /                  | 21/                          |
| 当   | 第18回参議院議員通常選挙 | 1998年07月12日 | 38   | 大阪府選挙区     | 日本共産党 | 72万5385票 | 18.14% | 3    | 3/13               | /                            |
| 落   | 第20回参議院議員通常選挙 | 2004年07月11日 | 44   | 大阪府選挙区     | 日本共産党 | 44万2755票 | 12.13% | 3    | 5/7                | /                            |
| 落   | 第21回参議院議員通常選挙 | 2007年07月29日 | 47   | 大阪府選挙区     | 日本共産党 | 58万5620票 | 15.15% | 3    | 4/9                | /                            |
| 当   | 第45回衆議院議員総選挙   | 2009年08月30日 | 49   | 比例近畿ブロック | 日本共産党 | ーー票     | ーー   | 29   | /                  | 3/3                          |
| 当   | 第46回衆議院議員総選挙   | 2012年12月16日 | 52   | 比例近畿ブロック | 日本共産党 | ーー票     | ーー   | 29   | /                  | 2/2                          |
| 当   | 第47回衆議院議員総選挙   | 2014年12月14日 | 54   | 比例近畿ブロック | 日本共産党 | ーー票     | ーー   | 29   | /                  | 2/4                          |
| 当   | 第48回衆議院議員総選挙   | 2017年10月22日 | 57   | 比例近畿ブロック | 日本共産党 | ーー票     | ーー   | 29   | /                  | 2/2                          |
| 落   | 第48回衆議院議員補欠選挙 | 2019年4月21日  | 59   | 大阪府第12区     | 無所属     | 1万4027票  | 8.95%  | 1    | 4/4                | /                            |
| 比当 | 第49回衆議院議員総選挙   | 2021年10月31日 | 61   | 大阪府第5区      | 日本共産党 | 4万8248票  | 24.07% | 1    | 2/4                | 2/2                          |
| 落   | 第50回衆議院議員総選挙   | 2024年10月27日 | 64   | 大阪府第5区      | 日本共産党 | 2万4480票  | 11.21% | 1    | 4/5                | /                            |